# الحسن البصري
الحسن بن يسار البصري (21 - 110 هـ) إمام وقاضٍ ومحدّث من علماء التابعين ومن أكثر الشخصيات البارزة في عصر صدر الإسلام. سكن البصرة، وعظمت هيبته في القلوب فكان يدخل على الولاة فيأمرهم وينهاهم.
تنقل الحسن البصري بين مدن عدة، أولاها المدينة المنورة مسقط رأسه ومكان نشأته الأولى، سافر إلى كابل مع فاتحيها، كما عمل كاتبًا للربيع بن زياد الحارثي في خراسان على عهد معاوية بن أبي سفيان، ثم استقر بالبصرة فنُسبَ إليها فاشتهر باسم «الحسن البصري».

## نسبه
هو الحسن بن يسار، أبو سعيد، وكان أبوه مولى زيد بن ثابت الأنصاري، وقيل مولى أبي اليسر كعب بن عمرو السلمي. وهو من أهل ميسان، نبطي بابلي عراقي قديم، وهو ما أثبتته عدد من الدراسات الأكاديمية التاريخية، حيث ثبتت عروبته وإنه من أصل عربي عند المؤرخين العرب مثل مصطفى جواد، وناجي معروف وغيرهم، ولقد أثبت ناجي معروف عروبته وانتماءه إلى أصل عربي بسند تاريخي، سكن أبوه المدينة وأُعتِق وتزوج بها في خلافة عمر بن الخطاب فولد له بها الحسن لسنتين بقيتا من خلافة عمر.

## مولده ونشأته
ولد قبل سنتين من نهاية خلافة عمر بن الخطاب في المدينة عام واحد وعشرين من الهجرة، وأمه خيرة مولاة لأم سلمة أم المؤمنين كانت تخدمها، وربما أرسلتها في حاجاتها فيبكي الحسن وهو رضيع فتشاغله أم سلمة برضاعته لتسكته، وبذلك رضع من أم سلمة، فكانوا يرون أن تلك الحكمة والعلوم التي أوتيها الحسن من بركة تلك الرضاعة من أم المؤمنين زوجة رسول الله ﷺ. وكانت أم سلمة تخرجه إلى الصحابة فيدعون له، ودعا له عمر بن الخطاب، فقال: «اللهم فقهه في الدين وحببه إلى الناس». حفظ الحسن القرآن في العاشرة من عمره، ونشأ في الحجاز بين الصحابة، ورأى عدداً منهم وعاش بين كبارهم، مما دفعه إلى التعلم منهم، والرواية عنهم، وحضر الجمعة مع عثمان بن عفان وسمعه يخطب، وشهد يوم استشهاده يوم تسلل عليه قتلته الدار، وكان عمره أربع عشرة سنة.
وفي سنة 37 هـ انتقل إلى البصرة، فكانت بها مرحلة التلقي والتعلم، حيث استمع إلى الصحابة الذين استقروا بها، وفي سنة 43 هـ عمل كاتبا في غزوة لأمير خراسان الربيع بن زياد الحارثي لمدة عشر سنوات، وبعد رجوعه من الغزو استقر في البصرة حيث أصبح أشهر علماء عصره ومفتيها حتى وفاته.
انفصل عنه تلميذه واصل بن عطاء وكون الحلقة الأولى لمذهب المعتزلة، وكان سبب ذلك أن واصلاً ابن عطاء سأل الحسن البصري عن عصاة الموحدين فقال الحسن: «هم تحت المشيئة إن شاء الله عذبهم وإن شاء غفر لهم»، فقال واصل: «بل هم في منزلة بين المنزلتين»، ثم اعتزل حلقته، فقال الحسن البصري «اعتزلنا واصل»، فسميت فرقته منذ ذلك الحين بالمعتزلة.

## علمه
لقد كان الحسن أعلم أهل عصره، يقول قتادة: «ما جمعت علمه إلى أحد العلماء إلا وجدت له فضلا عليه، غير أنه إذا أشكل عليه كتب فيه إلى سعيد بن المسيب يسأله، وما جالست فقيها قط إلا رأيت فضل الحسن». 
| الحسن البصري             | بئس الرفيقان: الدينار والدرهم، لا ينفعانك حتى يفارقاك | الحسن البصري |
| — من أقوال الحسن البصري. |                                                       |              |

كان للحسن مجلسان للعلم: مجلس خاص بمنزله، ومجلس عام في المسجد يتناول فيه الحديث والفقه وعلوم القرآن واللغة وغيرها وكان تلاميذه كثر.
رأى الحسن عددا كبيرا من الصحابة وروى عنهم مثل: النعمان بن بشير، وجابر بن عبد الله، وابن عباس، وأنس، ونتيجة لما سبق فقد لقبه عمر بن عبد العزيز بسيد التابعين حيث يقول: «لقد وليت قضاء البصرة سيد التابعين». أما السيدة عائشة وعندما سمعته يتكلم قالت: «من هذا الذي يتكلم بكلام الصديقين؟».
كتب الحسن إلى رجل من الزهاد يقال له عبد الرحيم أو عبد الرحمن بن أنس الرمادي كان يسكن مكة وكان له فضل ودين وذكر ولم يكن له في الدنيا عمل إلا عبادة الله تعالى وأنه أراد الخروج من مكة إلى اليمن فبلغ ذلك الحسن وكان يواخيه في الله تعالى فكتب إليه كتابا يرغبه في المقام بمكة زادها الله شرفا فكان ذلك هو الكتاب الوحيد الذي ظهر من مؤلفاته وهو بعنوان فضائل مكة.

## من مواقفه
عاش الحسن الشطر الأكبر من حياته في دولة بني أمية، وكان موقفه متحفظاً على الأحداث السياسية، وخاصة ما جرّ إلى الفتنة وسفك الدماء، حيث لم يخرج مع أي ثورة مسلحة ولو كانت باسم الإسلام، وكان يرى أن الخروج يؤدي إلى الفوضى والاضطراب، وفوضى ساعة يرتكب فيها من المظالم ما لا يرتكب في استبداد سنين، ويؤدي الخروج إلى طمع الأعداء في المسلمين، ولأن الناس يخرجون من يد ظالم إلى ظالم، وإن شق إصلاح الحاكم فما زال إصلاح المحكومين يسير[بحاجة لمصدر]. أما إن كان الحاكم ورعاً مطبقاً لأحكام الله مثل عمر بن عبد العزيز، فإن الحسن ينصح له، ويقبل القضاء في عهده ليعينه على أداء مهمته.
كتب الحسن لعمر بن عبد العزيز ينصحه فقال: «فلا تكن يا أمير المؤمنين فيما ملكك الله كعبد أئتمنه سيده واستحفظه ماله وعياله فبدد المال وشرد العيال، فأفقر أهله وبدد ماله». ولقد عنف الحسن البصري طلبة العلم الشرعي الذين يجعلون علمهم وسيلة للاستجداء، فقال لهم: «والله لو زهدتم فيما عندهم، لرغبوا فيما عندكم، ولكنكم رغبتم فيما عندهم، فزهدوا فيما عندكم».

## الحسن البصري مع الحجاج
عندما استتب للحجاج أمر العراق، أقام لنفسه قصرًا مشيدًا وبيتًا في مدينة واسط الواقعة بين البصرة والكوفة، وعندما انتهى من بنائه طلب من الناس الخروج لرؤيته ومشاهدته عن كثب، ووصف جماله وبهرجته وروعته، فلما وصل الخبر إلى الحسن البصري رحمه الله، وجد أن هذا التجمع يعد فرصة مواتية لإحقاق الحق ودعوة الناس إلى الخير، وصرفهم عن الزخارف وجمالها بما عند الله من فضل، ويذكرهم بالله وبأن الدنيا وبهجتها لا تسوي شيئًا عند الله تعالى. حيث خرج الحسن البصري فوجد أهل العراق يطوفون بقصر الحجاج معجبين بجماله وأناقته وحُسن تصميمه، فقال في حماسة ولهجة وعظ: “لقد نظرنا فما أبتنى أخبث الناس، فوجدنا أن فرعون قد شيد أعظم مما شيد، وبنى أعلى مما بنى، ثم أهلك الله فرعون، وآتى على ما بنى وشيد… ليت الحجاج يعلم أن أهل السماء قد مقتوه، وأن أهل الأرض قد غرّوه”. وقد مضى على تلك الطريقة، فأخذ يفضح الحجاج بأبشع الألفاظ، حتى إن الحاضرين قد أشفقوا عليه من الحجاج، فقالوا له: “حسبك يا أبا سعيد، حسبك هذا”، ولكنه ردهم بأن الله قد أخذ على أهل العلم والدين الميثاق ليبيننه للناس ولا يكتمونه، وها أنا أبين لكم ما خفي عنكم.
جاء الحجاج مجلسه صبيحة اليوم التالي وقد استشاط غضبًا مما قاله الحسن، وتعجب على جرأته عليه وهو يعلم عاقبة أمره. نظر الحجاج إلى جلسائه وقال: “تبًا لكم وسحقًا، يقوم عبدٌ من عبيد أهل البصرة ويقول فينا ما شاء أن يقول، ثم لا يجد فيكم من يرده أو ينكر عليه! والله لأسقينكم من دمه يا معشر الجبناء”. ثم نادى على السياف وأمره بإحضار النطع، ودعا الجلاد فحضر بين يديه، ثم أعطى أمره إلى الشرطة بإحضار الحسن، فارتجفت القلوب من ذاك الموقف، وجاء الحسن شامخًا وشفتاه تتحركان بكلمات لا يعيها من حوله، وتوجه إلى الحجاج في عزة نفس وعزيمة وإقبال. فما إن رآه الحجاج حتى قال له في مهابة ووقار لا يصدقان: “ها هنا يا أبا سعيد، ها هنا”، حتى أجلسه على مجلسه وسط دهشة عارمة من الحاضرين. ثم بدأ يوجه إليه الأسئلة فيما يحير ويحتاج إلى علم وفقه، والحسن يجيبه في كل ما يسأل بما لديه من سعة علم وفضل، فما كان من الحجاج إلا أن قال له: “أنت سيد العلماء يا أبا سعيد”، ثم قام فطيب له لحيته بأغلى أنواع الطيب وودعه.
فلما خرج الحسن وجد الحاجب خلفه ينادي عليه قائلاً: ” يا أبا سعيد، لقد دعاك الحجاج لغير ما فعل بك، وأنى رأيتك عندما أقبلت، ورأيت السيف والنطع، حركت شفتيك فماذا قلت؟”. فتبسم الحسن له وقال: “لقد قلت: يا ولي نعمتي وملاذي عند كربتي، اجعل نقمته بردًا وسلامًا عليّ كما جعلت النار بردًا وسلامًا على إبراهيم”. وهكذا كانت تلك الدعوة منجية للحسن من الهلاك في ذلك اليوم، وهكذا خلدت قصة الحسن البصري مع الحجاج، حيث جاء الحجاج في اليوم التالي وقد استشاط غضبًا على جلسائه؛ إذ لم يعرفوا كيف يردون على الحسن فيما قاله بالأمس، فاستطاع بذلك أن يخرج من مجلس أعد لموته حيًّا، وذلك بفضل الله ونعمته.

## شيوخه
1. أبي بن كعب، ولم يدركه
2. أحمر بن جزء السدوسي
3. الأحنف بن قيس
4. أسامة بن زيد الكلبي، على خلاف فيه
5. الأسود بن سريع
6. أسيد بن المشمس
7. أنس بن حكيم الضبي
8. أنس بن مالك
9. ثوبان، ولم يلقه
10. جابر بن عبد الله الأنصاري
11. جارية بن قدامة التميمي
12. جندب بن عبد الله البجلي
13. جندب الأزدي قاتل الساحر
14. حريث بن قبيصة
15. قبيصة بن حريث
16. أبي ساسان حضين بن المنذر الرقاشي
17. حطان بن عبد الله الرقاشي
18. حمران بن أبان مولى عثمان بن عفان
19. دغفل بن حنظلة
20. الزبير بن العوام
21. زياد بن رياح
22. سعد بن عبادة، مرسل
23. سعد بن هشام بن عامر
24. سعد مولى أبي بكر الصديق
25. سلمة بن المحبق
26. سمرة بن جندب الفزاري
27. صعصعة بن معاوية، عم الأحنف بن قيس
28. ضبة بن محصن
29. عائذ بن عمرو المزني
30. عبد الله بن عباس
31. عبد الله بن عثمان الثقفي
32. عبد الله بن عمر بن الخطاب
33. عبد الله بن عمرو بن العاص
34. أبي موسى عبد الله بن قيس الأشعري
35. عبد الله بن مغفل المزني
36. عبد الرحمن بن سمرة القرشي
37. عتبة بن غزوان
38. عتي بن ضمرة السعدي
39. عثمان بن أبي العاص الثقفي، وقيل لم يسمع منه
40. عثمان بن عفان
41. عقبة بن عامر الجهني
42. عقيل بن أبي طالب
43. علي بن أبي طالب
44. عمار بن ياسر، ولم يسمع منه
45. عمر بن الخطاب، ولم يدركه
46. عمرو بن تغلب
47. عمرو بن العاص
48. عمران بن الحصين
49. قيس بن عاصم المنقري
50. قيس بن عباد
51. مطرف بن عبد الله بن الشخير
52. معاوية بن أبي سفيان
53. معقل بن سنان الأشجعي، وقيل لم يسمع منه
54. معقل بن يسار المزني
55. المغيرة بن شعبة
56. أبي برزة نضلة بن عبيد الأسلمي
57. النعمان بن بشير
58. أبي بكرة نفيع بن الحارث الثقفي
59. نفيع أبي رافع الصائغ
60. الهياج بن عمران البرجمي
61. أبي هريرة، وقيل لم يسمع منه
62. حمزة بن المغيرة بن شعبة
63. أم الحسن خيرة (أمه)

## وفاته

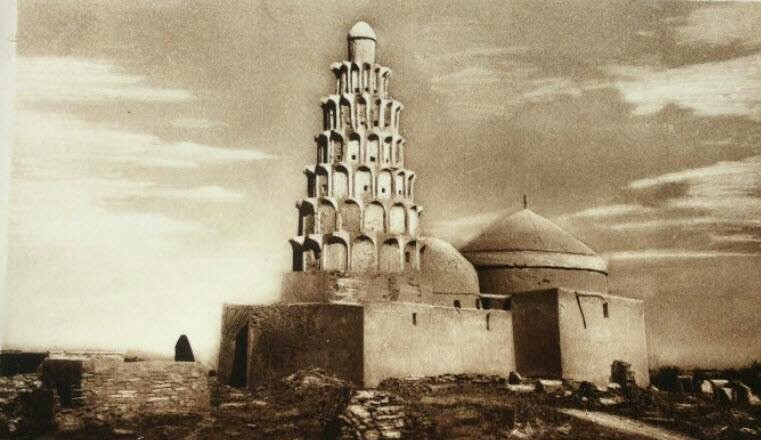
مرقد الحسن البصري والإمام محمد بن سيرين في البصرة

توفي الحسن عشية يوم الخميس في الأول من رجب سنة عشر ومائة للهجرة وعاش ثمان وثمانين سنة، وكانت جنازته مشهودة، صلى عليه المسلمون عقب صلاة الجمعة، ويقع مرقده في البصرة.

## صفاته ومكانته
كان الحسن البصري حسن الصورة، بهي الطلعة، وكان عظيم الزند، قال محمد بن سعد: «كان الحسن فقيها، ثقة، حجة، مأمونا، ناسكا، كثير العلم، فصيحا، وسيما». وكان من الشجعان الموصوفين في الحروب، وكان المهلب بن أبي صفرة يقدمهم إلى القتال، واشترك الحسن في فتح كابور مع عبد الرحمن بن سمرة.
قال أبو عمرو بن العلاء: «ما رأيت أفصح من الحسن البصري».
وقال الغزالي: «وكان الحسن البصري أشبه الناس كلاما بكلام الأنبياء، وأقربهم، هديا من الصحابة، وكان غايةً في الفصاحة، تتصبب الحكمة من فيه». (أي من فمه)
كان الحسن كثير الحزن، عظيم الهيبة، قال أحد أصحابه: «ما رأيت أحدا أطول حزنا من الحسن، ما رأيته إلا حسبته حديث عهد بمصيبة».
كان يقول: «نضحك ولا ندري لعل الله قد اطلع على بعض أعمالنا». فقال: «لا أقبل منكم شيئاً، ويحك يا ابن آدم، هل لك بمحاربة الله طاقة؟ إن من عصى الله فقد حاربه، والله لقد أدركت سبعين بدرياً، لو رأيتموهم قلتم مجانين، ولو رؤوا خياركم لقالوا ما لهؤلاء من خلاق، ولو رؤوا شراركم لقالوا ما يؤمن هؤلاء بيوم الحساب».
قال حمزة الأعمى: «وكنت أدخل على الحسن منزله وهو يبكي، وربما جئت إليه وهو يصلي فأسمع بكاءه ونحيبه فقلت له يوماً إنك تكثر البكاء، فقال: يا بني، ماذا يصنع المؤمن إذا لم يبكِ؟ يا بني إن البكاء داع إلى الرحمة. فإن استطعت أن تكون عمرك باكيا فافعل، لعله تعالى أن يرحمك». ثم ناد الحسن: «بلغنا أن الباكي من خشية الله لا تقطر دموعه قطرة حتى تعتق رقبته من النار».
عن حفص بن عمر قال: «بكى الحسن فقيل له: ما يبكيك؟ فقال: أخاف أن يطرحني غداً في النار ولا يبالي».
أما عن سبب حزنه فيقول الحسن: «يحق لمن يعلم أن الموت مورده، وأن الساعة موعده، وأن القيام بين يدي الله تعالى مشهده، أن يطول حزنه».
روى الطبراني عنه أنه قال: «إن قوماً ألهتهم أماني المغفرة، رجاء الرحمة حتى خرجوا من الدنيا وليست لهم أعمال صالحة. يقول أحدهم: إني لحسن الظن بالله وأرجو رحمة الله، وكذب، ولو أحسن الظن بالله لأحسن العمل لله، ولو رجا رحمة الله لطلبها بالأعمال الصالحة، يوشك من دخل المفازة (الصحراء) من غير زاد ولا ماء أن يهلك».
وجاء شاب إلى الحسن فقال: «أعياني قيام الليل (أي حاولت قيام الليل فلم أستطعه)»، فقال: «قيدتك خطاياك». وجاءه آخر فقال له: «إني أعصي الله وأذنب، وأرى الله يعطيني ويفتح علي من الدنيا، ولا أجد أني محروم من شيء»، فقال له الحسن: «هل تقوم الليل؟ فقال: لا، فقال: كفاك أن حرمك الله مناجاته».
كان يقول: «من علامات المسلم قوة دين، وجزم في العمل وإيمان في يقين، وحكم في علم، وحسن في رفق، وإعطاء في حق، وقصد في غنى، وتحمل في فاقة (جوع) وإحسان في قدرة، وطاعة معها نصيحة، وتورع في رغبة، وتعفف وصبر في شدة. لا ترديه رغبته ولا يبدره لسانه، ولا يسبقه بصره، ولا يقلبه فرجه، ولا يميل به هواه، ولا يفضحه لسانه، ولا يستخفه حرصه، ولا تقصر به نغيته».
قال له رجل: «إن قوماً يجالسونك ليجدوا بذلك إلى الوقيعة فيك سبيلاً (أي يتصيدون الأخطاء)». فقال: «هون عليك يا هذا، فإني أطمعت نفسي في الجنان فطمعت، وأطمعتها في النجاة من النار، فطمعت، وأطمعتها في السلامة من الناس فلم أجد إلى ذلك سبيلاً، فإن الناس لم يرضوا عن خالقهم ورازقهم فكيف يرضون عن مخلوق مثلهم؟».
سُئل الحسن عن النفاق فقال: «هو اختلاف السر والعلانية، والمدخل والمخرج، ما خافه إلا مؤمن (أي النفاق) ولا أمنه إلا منافق».
وكان الحسن البصري يصوم الأيام البيض، والأشهر الحرم، والإثنين والخميس.
سُئل أنس بن مالك عن مسألة فقال: «سلوا مولانا الحسن»، قالوا: «يا أبا حمزة نسألك، تقول: سلوا الحسن؟» قال: «سلوا مولانا الحسن فإنه سمع وسمعنا فحفظ ونسينا». وقال أيضاً: «إني لأغبط أهل البصرة بهذين الشيخين الحسن البصري ومحمد بن سيرين».
وقال قتادة: «وما جالست رجلاً فقيها إلا رأيت فضل الحسن عليه»، وكان الحسن مهيباً يهابه العلماء قبل العامة.

### رأى الشيعة فيه
[بحاجة لمصدر غير أولي]
نقل الريشهري: الخرائج والجرائح: إن علياً رأى الحسن البصري يتوضأ في ساقية، فقال: أسبغ طهورك يا كفتي. قال: لقد قتلت بالأمس رجالا كانوا يسبغون الوضوء. قال: وإنك لحزين عليهم؟ قال: نعم. قال: فأطال الله حزنك. قال أيوب السجستاني: فما رأينا الحسن قط إلا حزينا كأنه يرجع عن دفن حميم، أو كأنه خربندج ضل حماره، فقلنا له في ذلك، فقال: عمل في دعوة الرجل الصالح. وكفتي: بالنبطية شيطان، وكانت أمه سمته بذلك ودعته في صغره، فلم يعرف ذلك أحد حتى دعاه به أمير المؤمنين.

## روابط خارجية
- الحسن البصري على موقع الموسوعة البريطانية (الإنجليزية)
- الحسن البصري على موقع المكتبة المفتوحة (الإنجليزية)
- الحسن البصري على موقع المكتبة المفتوحة (الإنجليزية)